# NGC 5339
NGC 5339 est une galaxie spirale barrée située dans la constellation de la Vierge. Sa vitesse par rapport au fond diffus cosmologique est de 3 025 ± 20 km/s, ce qui correspond à une distance de Hubble de 44,6 ± 3,1 Mpc (∼145 millions d'al). NGC 5339 a été découverte par l'astronome français Guillaume Bigourdan en 1887.
La classe de luminosité de NGC 5334 est I et elle présente une large raie HI. C'est possiblement une galaxie à sursaut de formation d'étoiles.
NGC 5339 est une galaxie dont le noyau brille dans le domaine de l'ultraviolet. Elle est inscrite dans le catalogue de Markarian sous la cote Mrk 1363 (MK 1363).
En raison d'une brillance de surface égale à 15,12 mag/am2, on peut qualifier NGC 5339 de galaxie à faible brillance de surface (LSB en anglais pour low surface brightness). Les galaxies LSB sont des galaxies diffuses (D) avec une brillance de surface inférieure de moins d'une magnitude à celle du ciel nocturne ambiant.

## Supernova
La supernova SN 2013aj a été découverte dans NGC 5339 le 3 mars par l'astronome amateur italien Giancarlo Cortini. Cette supernova était de type Ia.